# I-boek
Een i-boek of internetboek is een boek dat als een vrij toegankelijke publicatie in websitevorm uitgegeven wordt, maar wel kenmerken in zich draagt van een gedrukt boek.

## Kenmerken
Bij de opmaak van een i-boek staan leescomfort, goed verzorgd en ruim bemeten beeldmateriaal en een aantrekkelijke pagina-indeling centraal. Kennisoverdracht behoort het uitgangspunt te zijn. In plaats van een reeks pagina’s met een reeks subpagina’s enz. bevat een i-boek klassieke hoofdstukken in de vorm van lange pagina’s, waarbij de tekst om de illustraties heen loopt als in een gedrukt boek. Een i-boek heeft een consequent stramien.

## Geschiedenis
De Nederlandse auteur Bert Bolle zegt de naam i-boek voor het eerst in oktober 1998 te hebben toegepast. Al werkend met het toentertijd in opkomst zijnde internet, zag hij mogelijkheden voor een website in boekvorm waarvoor hij de benaming i-boek bedacht. De heer Bolle zag een nieuwe en aantrekkelijke bron van gratis kennisoverdracht en experimenteerde met een geïllustreerd artikel dat hij in een primitieve boekvorm op het internet plaatste. De gemiddelde transmissiesnelheid op het internet lag toen echter nog te laag voor een soepel gebruik van omvangrijke bestanden en enkele webbrowsers hadden moeite met de boek-achtige opmaak. Nadat breedband-internet gemeengoed was geworden en er meer mogelijkheden voor websites kwamen zoals verbeterde HTML, Javascript, Flash en CSS, kwam het componeren van meer complexe websites binnen handbereik.

## I-boek versus gedrukt boek
Een i-boek kent een aantal pluspunten ten opzichte van een gedrukt boek, zoals de kosteloze toegankelijkheid. Verder is een i-boek flexibeler dan een gedrukt boek. Er kunnen op ieder moment veranderingen worden aangebracht door de auteur. Door de digitale opzet kan een i-boek volledig interactief worden gemaakt; de lezer kan zelf bepaalde acties in gang zetten. Namen van personen of zaken kunnen via hyperlinks toegang geven tot een opspringend tekstkader, een andere website-pagina of een andere website. Een voorbeeld is een boek dat groepsfoto‘s bevat met veel personen. In plaats van een onoverzichtelijk bijschrift, kan de lezer bij een i-boek met de muis over een hoofd bewegen, waarbij dan de naam van de persoon in een tekstkadertje opspringt. Wordt er op zo'n hoofd geklikt, dan springt de lezer naar een aparte pagina die de persoon nader beschrijft, bijvoorbeeld in een genealogisch verslag. In een gedrukt boek moet de lezer via een vaak ellenlange index een andere pagina opzoeken en dan weer terugbladeren. Met een i-boek is het één muisklik heen en één muisklik terug. Op afbeeldingen kan desgewenst worden ingezoomd. Muziek- en videofragmenten kunnen overal worden ingelast. Storende onderbrekingen als bronvermeldingen en andere annotaties kunnen worden verstopt in aanklikbare tekstgedeelten zoals bijschriften. Verder kunnen lettergrootte en beeldhelderheid makkelijk worden aangepast aan de ogen van de lezer.

## Duurzaamheid
De vluchtigheid van het medium internet maakt de levensduur van een i-boek tot een onzekere factor. Dat probleem verdwijnt wanneer het i-boek op een cd-rom of andere permanente gegevensdrager wordt gezet. Cd's zouden zo'n 40 tot 200 jaar meegaan, maar al na enkele jaren kleine informatiestukken kunnen verliezen.

## Voorbeeld

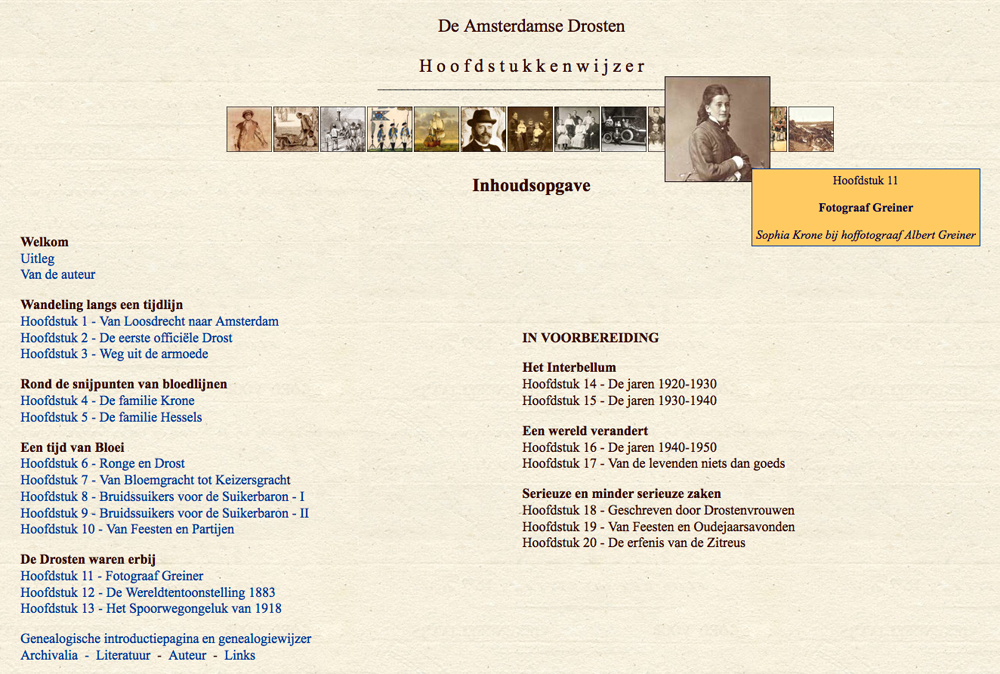
Gedeelte van een i-boek-pagina. De Hoofdstukkenwijzer bevat thumbnails die, zodra men er met de muis overheen gaat, vergroot opspringen en een pop-uptekst tonen met verkorte informatie over het betreffende hoofdstuk. Een muisklik op de vergrote thumbnail brengt de lezer ten slotte naar het betreffende hoofdstuk.